# معرض بغداد الدولي للكتاب
معرض بغداد الدولي للكتاب هو معرض خاص بالكتاب يقام سنوياً في العاصمة العراقية بغداد، ويستقطب المعرض كل عام كتبا لنخبة من أبرز الكتاب والمؤلفين العالميين ودور النشر المرموقة والمبدعين من مختلف أنحاء المنطقة والعالم.
أقيم المعرض بفعاليات دورته الجديدة الثالثة والعشرين على أرض معرض بغداد الدولي تحت شعار «نقرأ لنستمر» ونظمته شركة صدى العارف بالتعاون مع اتحاد الناشرين العراقيين والشركة العامة للمعارض والخدمات التجارية، وتم بمساعدة وجهود المتطوعين من 19 إلى 28 من مايو أيار.
افتتح د. حسن ناظم وزير الثقافة والسياحة والآثار ممثلاً عن رئيس الوزراء مصطفى الكاظمي وقال في كلمة الافتتاح: “إنَّ العراق صانع الكتب والثقافة، وأنَّ معرضَ الكتاب معرضٌ للثقافة العراقية والذوق العراقي العالي، العراقيون صناع للثقافة ومن المهم أن تقام بشكل مستمر هذه التظاهرات الثقافية، وأنَّ هذا المكان سيجمع الكتب والناس معاً ويكون مجالاً للتعارف، وعرض الإبداعات والتعاون الثقافي من خلال الفعاليات المرافقة للمعرض حيث أنَّ هناك دائماً فعاليات علمية للمثقفين والأكاديميين في العراق”.
وشهدت أيام المعرض فعاليات ثقافية وحفلات توقيع كتب وأمسيات شعرية وفعاليات فنية وندوات وجلسات حوارية مع روائيين ومفكرين عراقيين وعرب وأجانب.
وشارك في المعرض 355 دار نشر عالمية وعربية وعراقية، بمشاركة 20 دولة، منها عربية من مصر ولبنان وسوريا وإيران والبحرين والإمارات والكويت والسعودية والأردن وليبيا والسودان والجزائر وتونس، واجنبية من تركيا وبلجيكا وإيطاليا وهولندا والدنمارك وبريطانيا وألمانيا والهند والولايات المتحدة.
كما استضاف المعرض بدورته الثالثة والعشرين شخصيات عامة ومثقفين وشعراء منهم الاعلامي جورج قرداحي والشاعر احمد بخيت